# Latania
Latania ist eine Pflanzengattung innerhalb der Familie der Palmengewächse (Arecaceae). Die etwa drei Arten kommen nur auf den Maskarenen im Indischen Ozean vor.

## Beschreibung

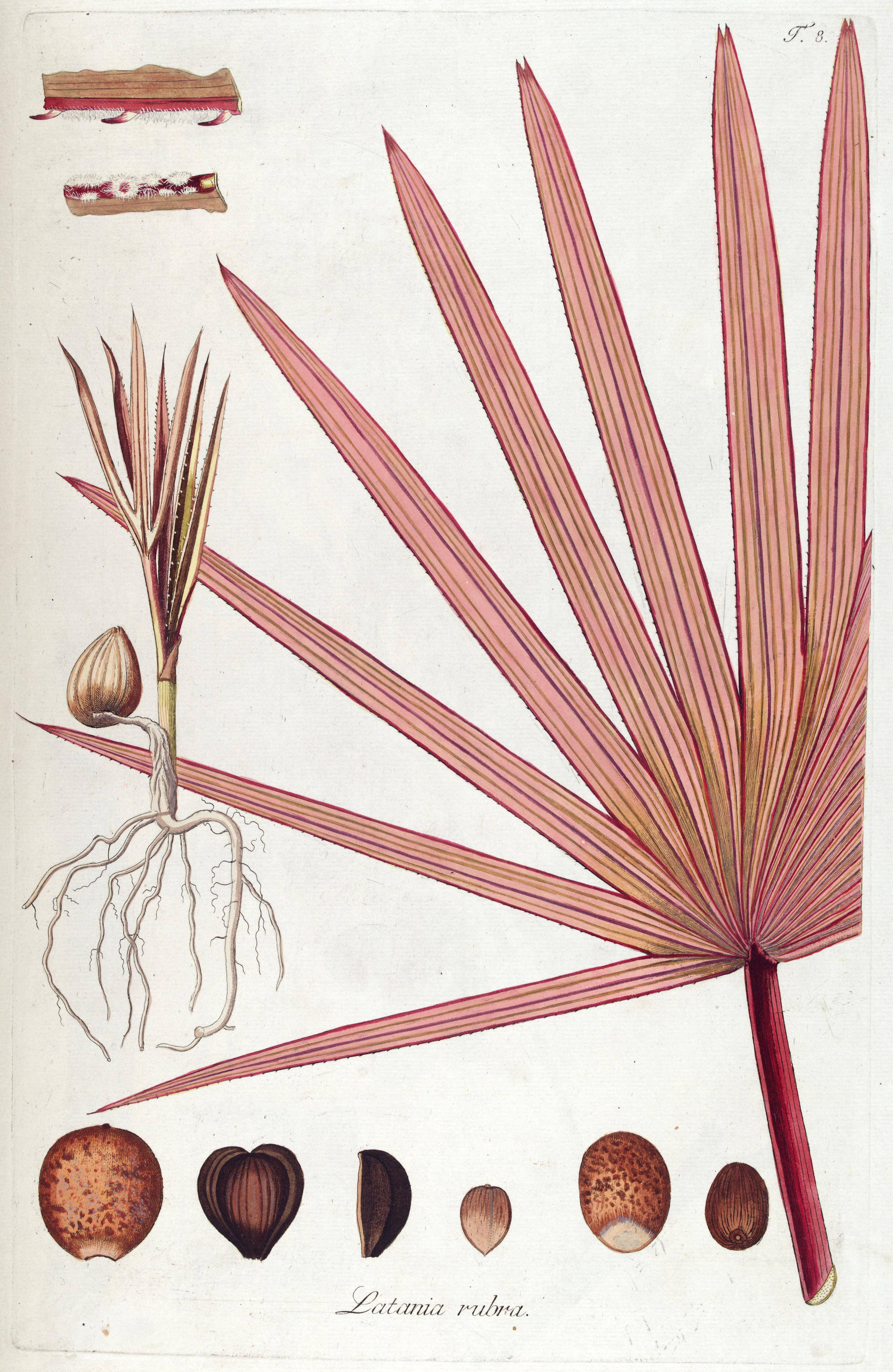
Illustration von Latania lontaroides

### Vegetative Merkmale
Latania-Arten sind mäßig große, einzelstämmige, baumförmige Fächerpalmen. Sie sind meist unbewehrt. Der Stamm ist aufrecht, rau und trägt elliptische Blattnarben. Die Blätter sind costapalmat, induplicat gefaltet (V-förmig). Bei jungen Palmen bleiben die abgestorbenen Blätter an der Pflanze (Marzeszenz), bei älteren Exemplaren mit ausgebildetem Stamm fallen die Blätter ab und hinterlassen eine saubere Narbe.

### Generative Merkmale
Latania-Arten sind zweihäusig getrenntgeschlechtig (diözisch) und mehrmals blühend.
Von den nah verwandten Gattungen unterscheidet sich Latania durch folgende Merkmalskombination: Die männlichen Blüten stehen einzeln oder in Wickeln zu zweit bis sechst. Die Tragblätter der männlichen Blütenstände sind an den Rändern verwachsen. Das Stempelrudiment ist säulenförmig und deutlich ausgebildet.
Der Steinkern ist nicht behaart, dünn, gefurcht und skulpturiert. Der Samen ist nicht gefurcht.
Die Chromosomenzahl beträgt 2n = 28.

## Vorkommen
Die Gattung kommt nur auf den Maskarenen vor. In der Vergangenheit waren die Palmen häufig und wuchsen an den Küstenfelsen, in den Savannen und Schluchten. Sie sind am natürlichen Standort fast ausgestorben, werden aber verbreitet in Botanischen Gärten kultiviert, wo die Arten aber häufig hybridisieren.

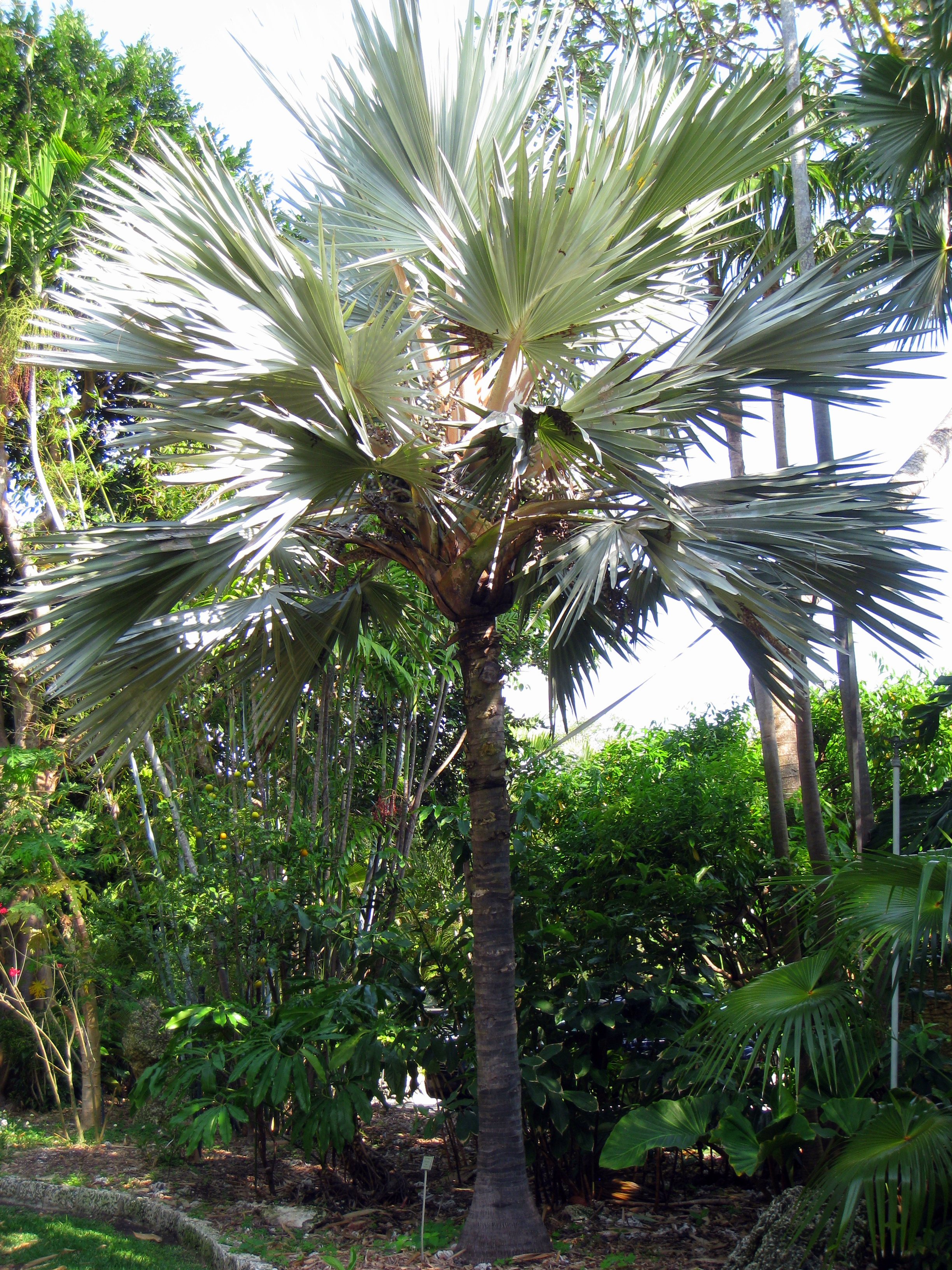
Latania loddigesii

## Systematik
Die Gattung Latania wurde 1789 von Antoine Laurent de Jussieu in Genera Plantarum ..., Seite 39 aufgestellt. Jussieu übernahm den Namen von Philibert Commerson (1727–1773). Typusart ist Latania borbonica Lam., deren gültiger Name Latania lontaroides (Gaertn.) H.E.Moore lautet.
Der Gattungsname Latania ist eine Latinisierung des Wortes latanier, das im Französischen als Trivialname für verschiedene Palmenarten dient und in der Schreibung Lattanier erstmals 1645 in einem Buch über die Westindischen Inseln (Guillaume de Coppier: Histoire et Voyage des Indes occidentales et Autres pays éloignés) belegt ist; etymologisch kann es möglicherweise auf die Bezeichnung einer Palmenart (alattani, alátani) in einer indigenen Sprache der Karibik zurückgeführt werden. Eine andere Hypothese bringt das Wort mit dem malaiischen lontar für Palme in Verbindung.
Die Gattung Latania Comm. ex Juss. gehört zur Subtribus Lataniinae der Tribus Borasseae in der Unterfamilie Coryphoideae innerhalb der Familie Arecaceae. Ihre Schwestergruppe ist die Gruppe aus den Gattungen Lodoicea, Borassus und Borassodendron. Die Gattung Latania ist monophyletisch.
Es gibt nur drei Arten:
- Latania loddigesii Mart.: Sie kommt nur auf der Insel Mauritius vor.
- Latania lontaroides (Gaertn.) H.E.Moore: Dieser Endemit auf kommt nur auf Réunion vor.
- Latania verschaffeltii Lem.: Dieser Endemit auf kommt nur auf der Insel Rodrigues